# Lachnaea ruscifolia
Lachnaea ruscifolia är en tibastväxtart som beskrevs av Robert Harold Compton. Lachnaea ruscifolia ingår i släktet Lachnaea och familjen tibastväxter. Inga underarter finns listade i Catalogue of Life.